# Modiolus (arc)

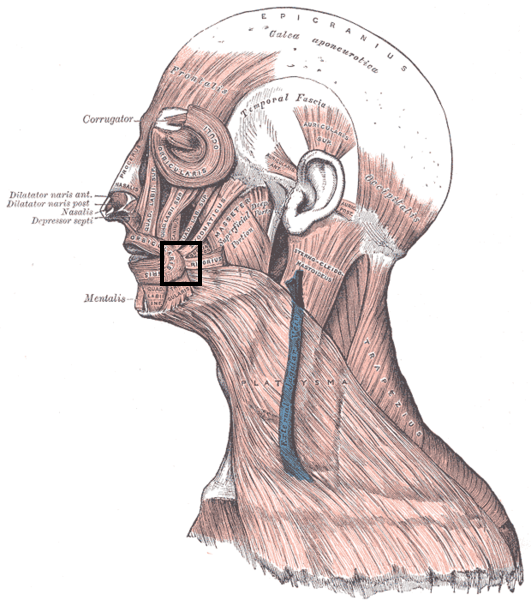
A fekete négyzet jelöli a modiolust (a kép sajnos nem tökéletes)

A modiolus egy izmok által alkotott „csomópont” az arc mindkét oldalán, melyet kilenc izom alakít ki: a nagy járomcsonti izom (musculus zygomaticus major), a nevetőizom (musculus risorius), a szájzugot lefelé húzó izom (musculus depressor anguli oris), a szájzugot felfelé húzó izom (musculus levator anguli oris), a trombitásizom (musculus buccinator), a musculus incisivus labii superioris, a musculus incisivus labii inferioris, a platysma modiolaris nevű része és a száj körüli izom (musculus orbicularis oris) egyes részei.